# بسي (حرف)
ساي أو بساي (باليونانية: ψι/ψῖ) هو الحرف الثالث والعشرون من الأبجدية الإغريقية، يأخذ الحرف شكلين الكبير (Ψ) والصغير (ψ).